# Dauis
Dauis ist eine philippinische Stadtgemeinde auf der zur Provinz Bohol zählenden Insel Panglao. Neben der Gemeinde Panglao ist Dauis eine der zwei Inselgemeinden Panglaos und hat 45.663 Einwohner (Zensus 1. August 2015).

## Barangays
Dauis ist politisch in zwölf Barangays unterteilt.
| - Biking - Bingag - San Isidro (Canlongon) - Catarman - Dao - Mayacabac | - Poblacion - Songculan - Tabalong - Tinago - Totolan - Mariveles |

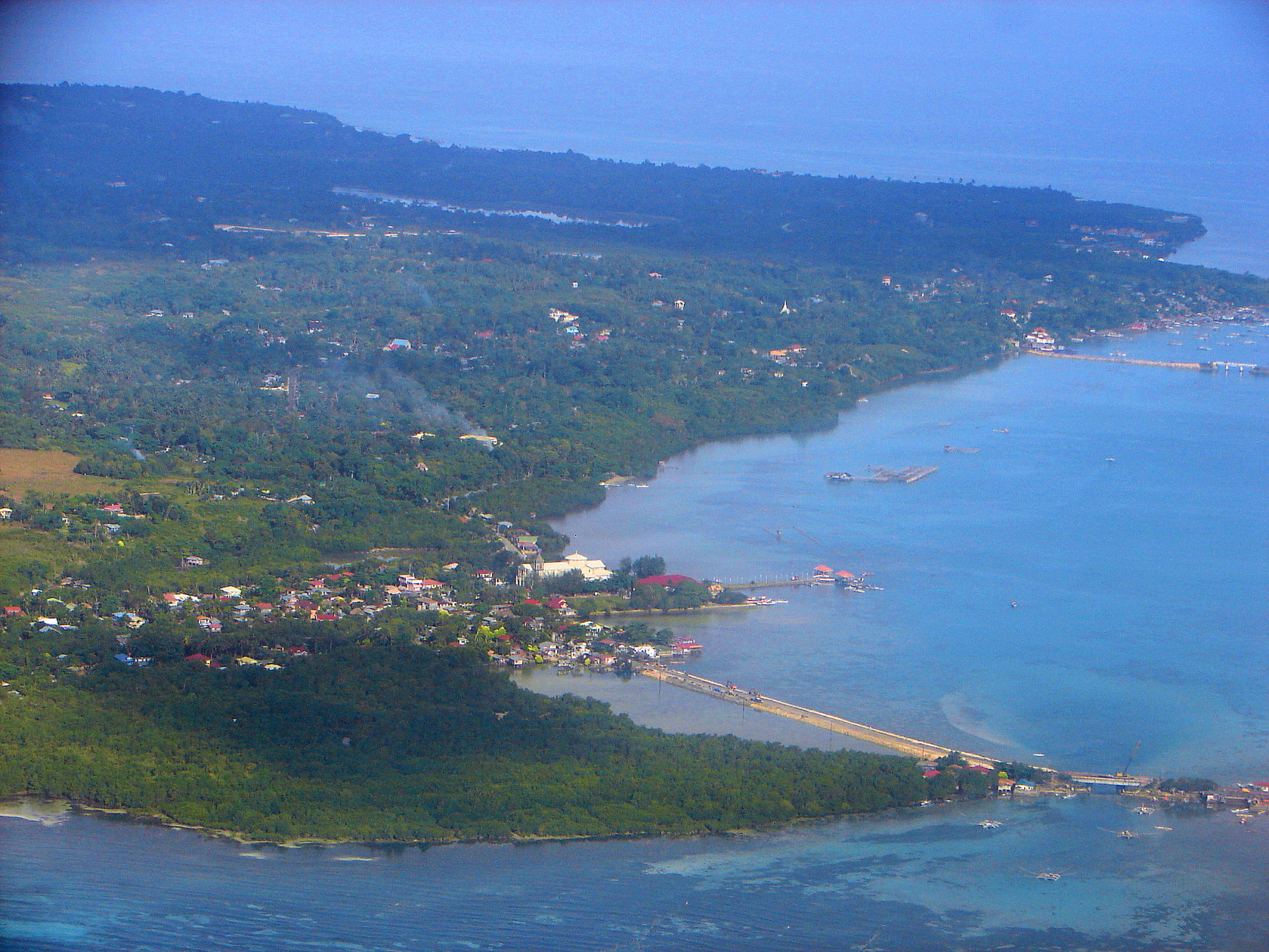
Blick auf Dauis
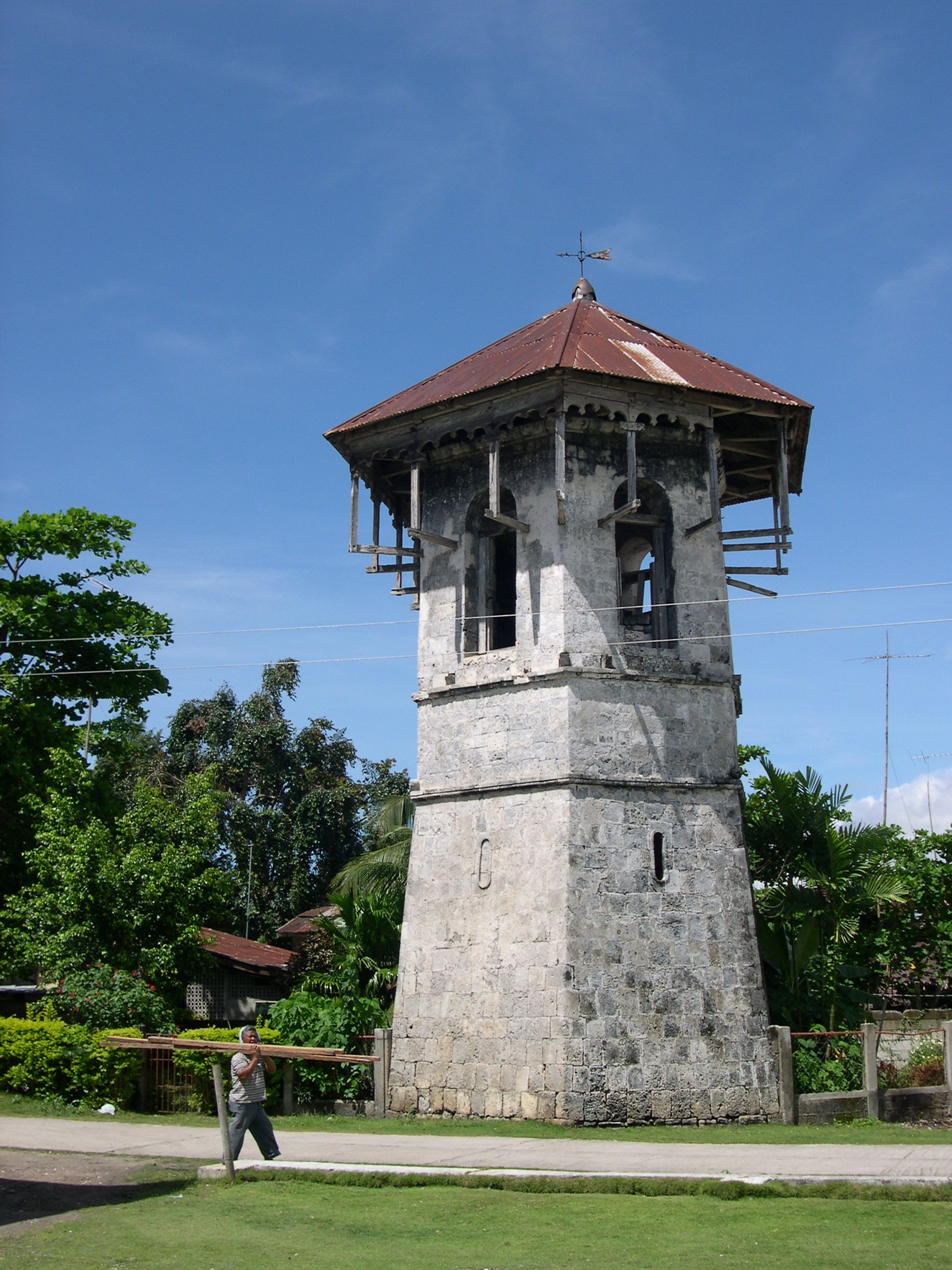
Wachturm in Dauis
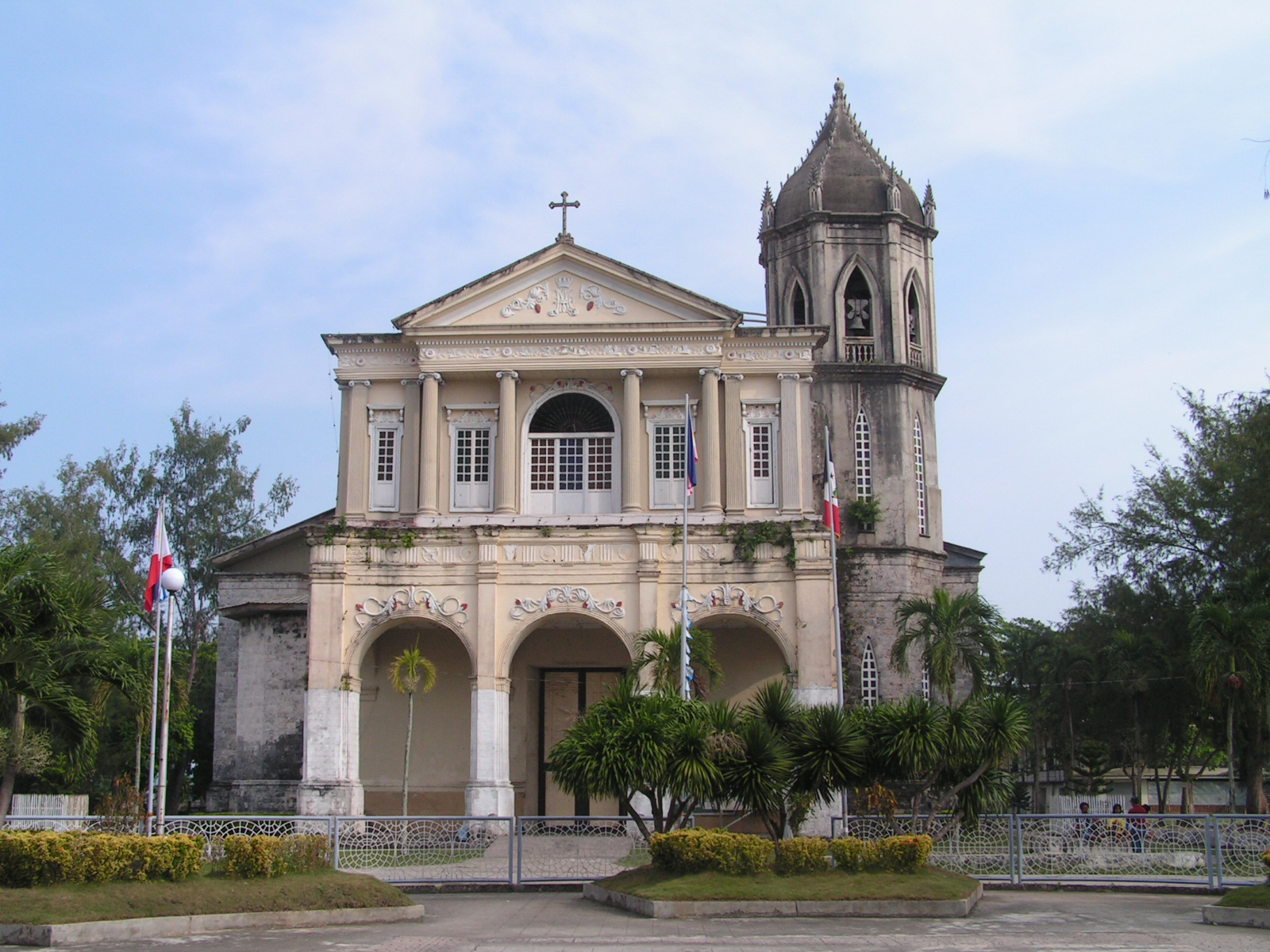
Kirche von Dauis

## Sehenswürdigkeiten
Eine der Sehenswürdigkeiten von Dauis ist die Kirche Señora de la Asunción. Mit dem Bau der Kirche wurde im Jahr 1863 begonnen und zunächst 1879 fertiggestellt. 1884 jedoch stürzte ein Teil der Kirche ein. Im Zuge der Reparatur wurde auch mit dem Bau eines zweiten Turmes begonnen, der jedoch bis heute unvollendet blieb. Im Inneren der Kirche befinden sich kunstvolle Deckengemälde. Eine Besonderheit stellt die in der Kirche befindliche Quelle vor dem Altar dar. Das Wasser aus dieser Quelle ist trotz der Nähe zum Meer nicht salzig und deswegen trinkbar. Ihm werden heilende Kräfte nachgesagt und Gläubigen wird auf Wunsch unentgeltlich Wasser aus der Quelle in mitgebrachte Wasserflaschen und -gefäße abgefüllt.
Eine weitere Touristenattraktion in Dauis ist die nahe der Nordküste im Barangay Bingag gelegene Grotte Hinagdanan mit ihrem unterirdischen See. In der Grotte leben unzählige Fledermäuse. Ihren Namen erhielt sie aus dem Cebuano für Hagdan = Leiter. Der Name bedeutet, dass "ein Mann auf einer Leiter hinabsteigt", was an die Entdeckung erinnern soll. Die Grotte verfügt über nur einen schmalen Zugang, ist somit auch heute noch für Besucher nur über eine Leiter erreichbar, die jedoch fest montiert ist und einen einigermaßen komfortablen Zugang ermöglicht.
In Dauis wurde im Jahr 1774 der spanische Wachturm fertiggestellt, er diente zur Kontrolle des Schiffsverkehrs und zur Frühwarnung der spanischen Wachmannschaften in Tagbilaran wenn die auf Beutezügen befindlichen Moropiraten, im 18. Jahrhundert, sich der Insel näherten.

## Persönlichkeiten
- Miguel Cinches SVD (1932–2010), römisch-katholischer Bischof von Surigao